# Jomala
Jomala est une municipalité du territoire d'Åland, territoire finlandais autonome situé en mer Baltique ayant le suédois comme seule langue officielle. 94 % de la population de Jomala a pour langue maternelle le suédois.

## Histoire
Les premières traces d'habitation datent de plus de 4 000 ans. À l'époque viking, plusieurs forteresses se développent, notamment sur le mont Borgberget. Le nom de la paroisse viendrait d'ailleurs peut être des vikings, "Jom" étant un de leurs dieux et "ala" signifiant l'endroit. L'hypothèse a logiquement été émise selon laquelle Jomala était un lieu voué au culte de Jom. Jomala concentre aujourd'hui de nombreux sites archéologiques.
Jomala est la plus vieille paroisse chrétienne de l'archipel. Dès le XIIIe siècle se dresse une église de pierre, dédiée à saint Olaf. L'église a été depuis plusieurs fois agrandie et constitue un des principaux sites touristiques de la commune.
L'annexion d'Åland par les russes sera source de changement pour la paroisse. Tout d'abord en 1861 Mariehamn est fondée à partir de terres prises à Jomala. La commune se retrouve alors en périphérie immédiate du nouveau centre de l'archipel. Ensuite, de grands travaux lancés en 1882 voient des prisonniers de guerre élargir le canal de Lemström entre Jomala et sa voisine Lemland. Enfin, pendant la première Guerre mondiale, Jomala est dotée de fortifications, avec notamment la construction de l'imposante batterie de Kungsö.
À la suite de la marche vers l'autonomie d'Åland au cours de la deuxième moitié du XXe siècle, Jomala bénéficie particulièrement de la prospérité globale de l'archipel en raison de sa proximité avec Mariehamn. Elle accueille toutes les entreprises et les logements que la capitale ne peut pas abriter à cause de sa superficie réduite. Elle est devenue aujourd'hui la deuxième commune la plus peuplée du territoire, connaît une forte croissance et un taux de chômage inférieur à 2 %.

## Géographie
La commune s'étend sur la majeure partie de la pointe sud de l'île principale d'Åland. Plus encore que Mariehamn, elle est un passage obligé à tous les déplacements dans l'archipel, traversée par les "nationales" no 1, 2 et 3 et site de l'unique aéroport de l'archipel.
Le paysage est vallonné mais moins accidenté que dans la partie nord de l'île. Si les zones urbaines s'étendent, notamment le long des 5 kilomètres qui séparent le centre administratif du centre de Mariehamn et autour de l'aéroport, la majeure partie de la commune reste largement agricole.
Les communes voisines sont Lemland au sud-est, Mariehamn au sud, Hammarland au nord-ouest, Finström au nord, et au-delà d'un bras de mer Sund au nord-est.